# 黄胜白
黄胜白（1889年—1982年），原名鸣鹄，男，江苏扬州人，中国药学家，曾任江苏省植物研究所研究员。

## 家庭
弟黄鸣驹、黄鸣龙。